# Pothonggang-warenhuis
Het Pothonggang-warenhuis is een warenhuis in Pyongyang (Noord-Korea). Het is gelegen nabij de Pothong-rivier. Het werd officieel geopend door Kim Jong Il in december 2010. 
Forbes meldde in 2011 dat de schappen in deze winkel van drie verdiepingen volledig gevuld waren met geïmporteerde goederen. De prijzen van de artikelen zijn aangegeven in Noord-Koreaanse won en het assortiment bestaat onder meer uit Mars-repen, Heinz-ketchup, dure sterke drank en sigaretten, die voornamelijk uit Azië en Europa worden geïmporteerd. Kleding en schoenen zijn op een aparte verdieping verkrijgbaar. Ook goedkope Chinese kleding en meubels zijn te koop. 